# 仁嬪金氏
仁嬪金氏  (じんひんきんし、インビンキムシ、 1555年 -  1613年12月)は、朝鮮第14代王宣祖の後宮。朝鮮第16代王仁祖の祖母。本貫は水原金氏。彼女は、恭嬪金氏の死後、最も宣祖から寵愛された人物でもある。

## 生涯
1555年に、金漢祐と李氏夫人の次女として誕生した。幼い頃、遠縁でもあった慶嬪李氏に宮中で養育された。その後、明宗の正室 仁順王后の目に止まった。後日、仁順王后が、宣祖に金氏を後宮にするよう薦めた。そして、金氏は、1573年に淑媛として冊封される。淑儀、昭容、貴人と昇格を重ね、1577年、恭嬪の死後、金氏が宣祖の寵愛を独占した。また彼女は、宣祖に恭嬪が生前に述べていた言葉は誤りであると丁寧に説明した。また恭嬪金氏以上に寵愛の独占欲が激しく、そのため9人の子宝にも恵まれた。
1604年、仁穆王后が王妃に冊立された際、側室最高位 正一品の嬪 仁嬪に昇格した。1608年、宣祖が崩御後、喪に伏して宮殿を離れた。1613年に59歳で死去した。

## 家族
- 父：金漢祐(キム・ハンユ)
- 母：全州李氏
- 弟：金公諒(キム・ゴンリャン)
- 夫：宣祖

### 子供
- 義安君（朝鮮語版）李珹（1577-1588）
- 信城君李珝（1578-1592）
- 定遠君李琈（1580-1619）- 第16代国王仁祖の父。追尊王（廟号: 元宗）
- 貞慎翁主（朝鮮語版）（1583-1653）- 徐景霌正室
- 貞恵翁主（朝鮮語版）（1584-1638）- 尹新之（朝鮮語版）正室
- 貞淑翁主（朝鮮語版）（1587-1627）- 申翊聖（朝鮮語版）正室
- 義昌君（朝鮮語版）李珖（1589-1645）
- 貞安翁主（朝鮮語版）（1590-1660）- 朴瀰正室
- 貞徽翁主（朝鮮語版）（1593-1653）- 柳廷亮正室

## 登場作品
- ホジュン 宮廷医官への道  (1999年、MBC演：チャン・ソヒ)
- 王の女  (2003年、SBS 演：イ・ヘスク)
- 不滅の李舜臣 (2004年、KBS 演：キム・ミラ)
- ホジュン〜伝説の心医〜 (2013年、MBC演：チョン・シア)
- 火の女神ジョンイ (2013年、MBC 演 ハン・ゴウン)
- 王の顔 (2014年 - 2015年、KBS 演：キム・ギュリ)
- 懲毖録 (2016年、KBS 演：キム・ヘウン)